# Fiscalidad directa en Francia
La fiscalidad directa en Francia, o los tributos directos en Francia, refieren a un conjunto específico de impuestos llamados las cuatro viejas (en francés: quatre vieilles), establecidos durante la Revolución francesa. Estas cuatro contribuciones eran todas ellas impuestos directos, respondiendo así a la voluntad general de los diputados que las votaron, y por contraste con lo que se aplicaba en el llamado Antiguo Régimen, en donde muy particularmente se encontraba vigente la imposición indirecta (considerada socialmente menos justa).
Tres de las citadas imposiciones fueron aprobadas por la Asamblea constituyente a partir de 1790:
- La contribución sobre bienes raíces, gravaba a las tierras (con o sin mejoras, con o sin edificaciones).
- La contribución mobiliaria por su parte, afectaba a las actividades y a los ingresos que no estaban ligados ni al comercio ni a la tierra (o sea, correspondía a las anualidades y a la industria).
- La patente, que gravaba las actividades profesionales según los signos exteriores del correspondiente ejercicio.

La cuarta imposición, o sea el impuesto sobre puertas y ventanas, fue establecido en 1798 por el Directorio, y ya no llevaba la denominación de contribución, como una forma de señalar que allí se aplicaba progresividad.
Hasta el Primer Imperio, o sea hasta 1804, estas cuatro imposiciones directas permitieron cubrir el presupuesto del Estado. Pero las guerras que luego se sucedieron, impulsaron el restablecimiento de los impuestos indirectos.

### Conceptos básicos
La fiscalidad refierida a la actividad de la Hacienda pública para fijar, recaudar, y controlar los impuestos que se pagan al Estado, en concordancia con las leyes fiscales vigentes. Este concepto también engloba al propio conjunto de tales impuestos. La fiscalidad engloba pues el conjunto de normas y reglamentaciones en vigor en materia fiscal, así como la legislación aplicable, y así como la totalidad de la normativa y de los procedimientos relativos a la administración fiscal y al cumplimiento de las obligaciones fiscales.
Pero existen distintos tipos de contribuciones fiscales, según sean los principios de legalidad y de justicia tributaria en las que se encuentran inspirados. Las contribuciones directas recaen sobre personas concretas o sobre bienes específicos, mientras que las contribuciones indirectas gravan actos específicos de producción, consumo, o comercio (estas últimas se dicen que gravan indirectamente a personas y empresas, ya que pagará menos quien produzca menos, o consuma menos, o comercie menos). Entre las contribuciones directas se distinguen las de tipo personal (gravan a las personas con un monto fijo o un monto variable según algún indicador ligado a la persona), las de tipo empresarial (gravan a las empresas), las de tipo territorial (gravan bienes de naturaleza rural o urbana), y las contribuciones de guerra (impuesta por los ejércitos a las poblaciones que ocupan).
Debe tenerse claro que la aplicación de la fiscalidad directa no necesariamente excluye la progresividad (se aplican tasas diferenciales según el tipo de contribuyente) ni las exenciones. Por ejemplo en España o en otros países, algunos inmuebles puede que se encuentren exonerados de pagar contribución inmobiliaria, y en particular los que se indican:
- Bienes inmuebles que pertenecen a la Iglesia Católica.
- Vías terrestres que sean gratuitas y de dominio público.
- Bienes pertenecientes a entidades tales como la Cruz Roja.
- Bienes que sean propiedad del Estado, de los ayuntamientos o de las comunidades autónomas.
- Bienes que sean de consulados de países extranjeros, así como los que se encuentren ocupados por vías de ferrocarril, o aquellos que se hallen calificados como históricos y de interés cultural.

### Contribución sobre bienes raíces
La contribución sobre bienes raíces (en francés: contribution foncière, ley del 23 noviembre y 1 de diciembre de 1790) se aplicaba a los bienes raíces, remplazando la llamada talla o taille, pero afectando a todos los bienes raíces. Los contribuyentes de este impuesto eran los propietarios de los mismos, y el monto del impuesto estaba relacionado con el valor locativo de los bienes de cada propietario.

### Contribución personal mobiliaria
La contribución personal mobiliaria (ley del 13 de enero de 1791 / 18 de febrero de 1791) estaba esencialmente basada en el lugar de habitación del contribuyente, ya que el posible valor del alquiler del mismo, debería permitir una evaluación aproximada del respectivo ingreso.

### Patente
La patente (ley del 2-17 de marzo de 1791) estaba basada en la industria y el comercio. Este impuesto solamente afectaba indirectamente a los ingresos industriales y comerciales, por la vía del alquiler de las instalaciones utilizadas, como en el caso de las contribuciones anteriormente mencionadas. Así, por ejemplo, su tarifa está fijada a dos o tres veces el suelo por libro de alquiler de tiendas o talleres (10 a 15 %).